# Francisco Calvo
Francisco Javier Calvo Quesada (San José, 8 de julho de 1992) é um futebolista costarriquenho que atua como zagueiro. Atualmente defende o Hatayspor.